# Дарвари (Калараш)
Дарвари (рум. Dârvari) насеље је у Румунији у округу Калараш у општини Тамадау Маре. Oпштина се налази на надморској висини од 41 m.

## Становништво
Према подацима из 2002. године у насељу је живело 116 становника, од којих су сви румунске националности.